# パウル・エールリヒ
パウル・エールリヒ（Paul Ehrlich, 1854年3月14日 - 1915年8月20日）はドイツの細菌学者・生化学者。
化学療法の創始者。これにより「化学療法 (chemotherapy)」という用語と「特効薬 (magic bullet)」という概念を初めて用いた。

## 経歴
プロイセン王国ニーダーシュレジエンのシュトレーレン（現在のポーランドドルヌィ・シロンスク県ストシェリン）でユダヤ系ドイツ人の家庭に誕生する。ライプツィヒ大学の医学生であったころから微細な組織への染色に興味を持ち、学術論文 "Beiträge zur Theorie und Praxis der histologischen Färbung" の中でその一端を顕す。1878年から83年にかけてベルリン大学でフレリヒスについて内科学を専攻し、1885年にK.ゲルハルトの助手を経て、1889年に同大学講師、1891年に伝染病学助教授となる。1890年にそれまでの臨床教育と大学教員資格論文 "Das Sauerstoffbedürfnis des Organismus"（1887年）が認められ、ロベルト・コッホの研究室に招かれた。1892年に母子免疫（母乳に含まれる免疫）を発見。ベルリン郊外シュテーグリッツに私立血清研究所を設立し、1896年に公立となった同研究所の所長となる。結核の療養のため2年間をエジプトで過ごした後、友人のエミール・アドルフ・フォン・ベーリングとともにジフテリアの研究を行い、｢側鎖説｣へのヒントを得る。1899年から1915年にかけてフランクフルトの実験治療研究所所長、1904年にゲッティンゲン大学名誉教授、1906年にゲオルク･シュパイアー化学療法研究所長などを歴任する。1900年に王立協会からクルーニアン・メダル、1908年にイリヤ・メチニコフと共にノーベル生理･医学賞、1911年にドイツ化学会からリービッヒ・メダルを受けた。
1940年には彼の自伝的映画「偉人エーリッヒ博士 (Dr. Ehrlich's Magic Bullet)」がアメリカで公開された。当時はナチス政権下であったため、ドイツには知られないように上映された。
パウル・エールリヒの肖像は1991年発行の200マルク紙幣に採用された。

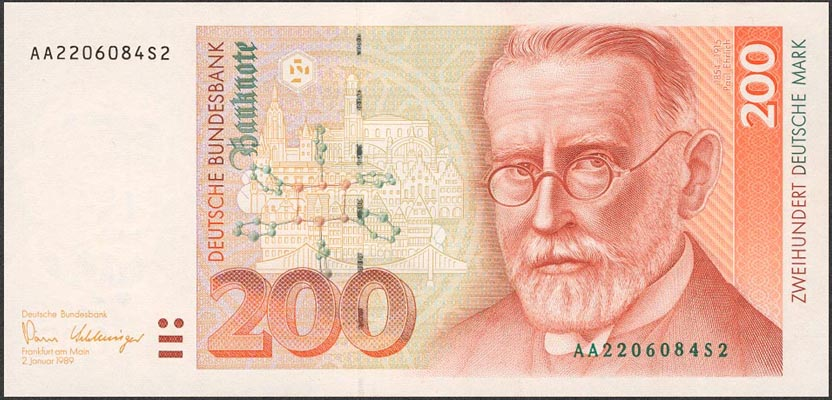
200マルク紙幣 表面

また、エールリヒと同じく、ロベルト・コッホの弟子である北里柴三郎が令和6年度（2024年度）紙幣改定において千円紙幣の肖像として使用されることが決定し、平成31年（2019年）4月9日に発表された。新紙幣は2024年7月3日に発行された。

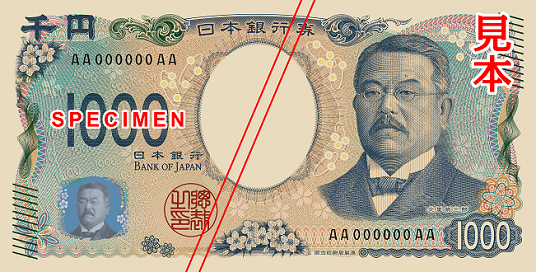
2024年発行の千円紙幣(F千円券) 表面

## 業績
彼は血液学・免疫学・化学療法の基礎を築いた独創的な研究者であり、細菌学や医化学方面に数多くの新技法を考案した。150余篇の論文は多方面にわたる。
初めは血液染色に着目し、アニリン色素による生体染色へと研究を発展させ「血液脳関門」の存在に最初に気づく。ついで免疫学の研究に移り、植物性蛋白毒素リチン・アブリン・ロピンの実験をはじめ、抗原抗体の特異性とその量的関係を明らかにし、有名な側鎖説を立てた。この理論は血清の効果と抗原の量の可能な測定を説明するものである。
のちトリパノソーマに対するトリパンロートの発見（1904年）や種々な化学療法剤の研究があり、1906年に眠り病への特効薬となるアトキシルの構造式を発見した。1910年には彼の研究所で日本の医学者・秦佐八郎が実験を担当していた梅毒治療剤サルバルサン（606号）の発見を導いた。この発見は後のサルファ剤・ペニシリンなどの抗生物質の発見を促したという点で功績が大きい。なお赤痢菌の発見者・志賀潔はエールリヒと同門である。
また、先述の通り、北里柴三郎もエールリヒと同様に、ロベルト・コッホの弟子にあたる。

## 主著
- Die Wertbemessung des Diphtherieheilserum and deren theoretischen Grundlagen（1897年、A. Lazarusと共著）
- Gesammelte Arbeiten zur Immunitätsforschung（1904年）
- Über die Beziehungen zwischen Toxin und Antitoxin und die Wege zu ihrer Erforschung（1905年）
- Die experimentelle Chemotherapie der Spirillosen（1910年）
- Abhandlungen über Salvarsan（4巻 1911-14年）